# Liste de créatures du petit peuple
Pour un article plus général, voir Petit peuple.

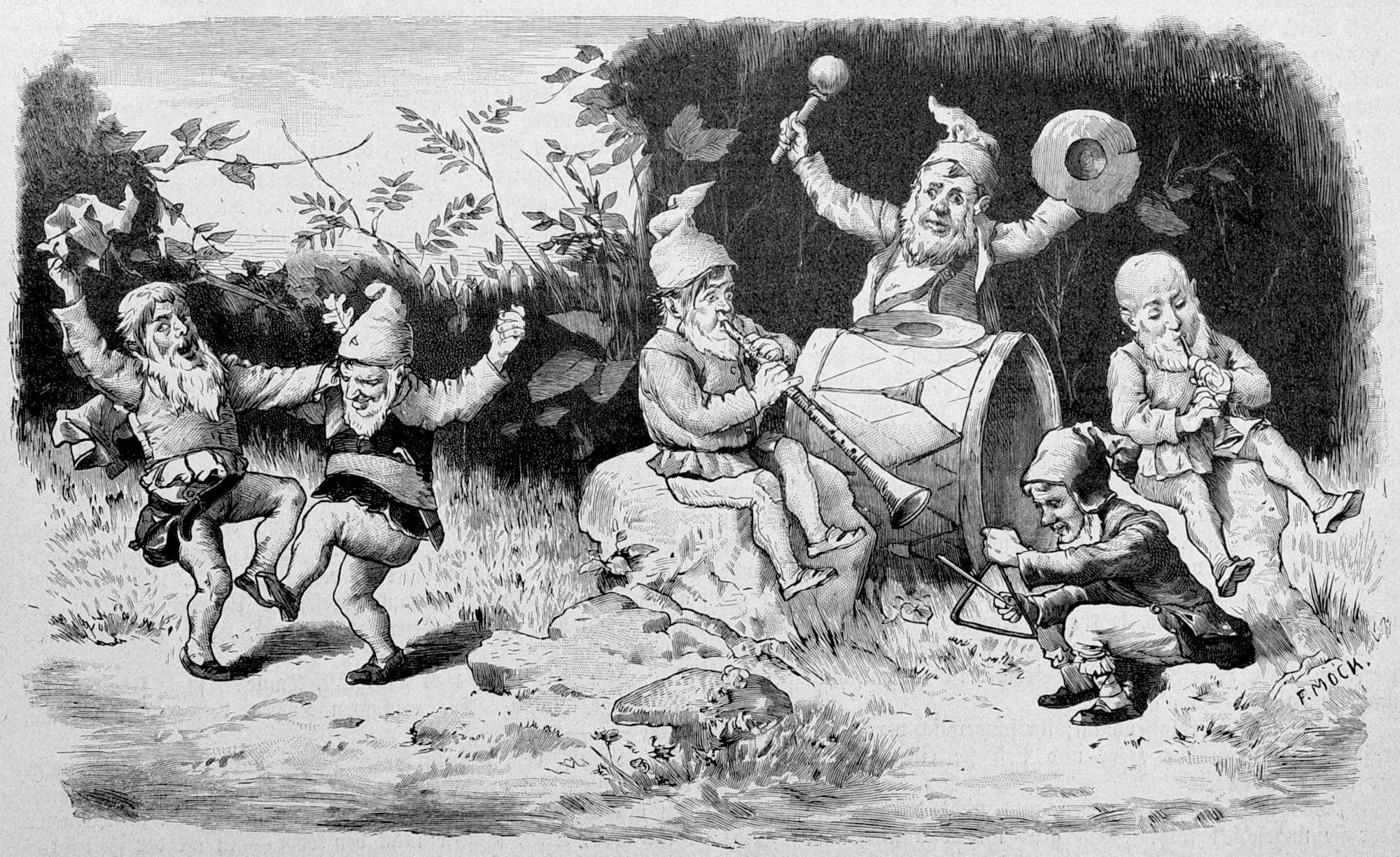
Créatures du petit peuple faisant de la musique et dansant, illustration de 1891

Liste des créatures légendaires du type lutin, nain, elfe, gobelin ou gnome, plus communément nommées le petit peuple.

## Pays francophones
| Nom                             | Lieu                                                   | Époque d'attestation      | Type              |
| ------------------------------- | ------------------------------------------------------ | ------------------------- | ----------------- |
| Argiduna                        | Pays Basque                                            | ?                         | Feu follet        |
| Bona                            | Auvergne                                               | ?                         | ?                 |
| Bonâme                          | France                                                 | ?                         | Esprit du foyer   |
| Braillard                       | Noirmoutier                                            | XIXe, Sébillot            | Appeleur/crieur   |
| Chaufaton                       | Morzine                                                | ?                         | Cauchemar         |
| Culâ                            | Vosges                                                 | ?                         | Feu follet        |
| Drôle                           | Basse-Normandie, la Hague                              | ?                         |                   |
| Fadet                           | ?                                                      | ?                         |                   |
| Fallet                          | Haute-Maurienne                                        | ?                         |                   |
| Fantasti                        | Provence                                               | XIXe, Frédéric Mistral    | Esprit du foyer   |
| Farfadet                        | Vendée et Poitou                                       | ?                         |                   |
| Farfolté                        | Haute-Maurienne                                        | ?                         |                   |
| Farfollet                       | Haute-Maurienne                                        | ?                         |                   |
| Follaton                        | Haute vallée de l'Arve                                 | ?                         |                   |
| Foulat                          | Haute tarentaise                                       | ?                         |                   |
| Fras                            | Île d'Yeu                                              | ?                         |                   |
| Fullettu                        | Corse                                                  | XIXe                      | Lutin             |
| Gobelin                         | Multiples                                              | ?                         | Multiples         |
| Gullet                          | France                                                 | ?                         | ?                 |
| Hutzêran                        | Canton de Vaud                                         | XIXe, Sébillot            | Hurleur, appeleur |
| Iouton                          | Franche-Comté                                          | XIXe                      | Esprit du foyer   |
| Iratxo                          | Pays Basque                                            | ?                         |                   |
| Lubin                           | Basse-Normandie                                        | ?                         |                   |
| Lutin                           | France et Québec                                       | Depuis le Moyen Âge       | Multiples         |
| Nuiton                          | France                                                 | XIIIe, Gervais de Tilbury | Multiples         |
| Penette                         | France                                                 | ?                         | Esprit du foyer   |
| Petits hommes cornus            | Lorraine                                               | XIXe, Henri Carnoy        | Nain              |
| Servan, Servant, Sarvan, Sarvin | Alpes, Savoie, Bugey, Lyonnais, Alsace, Canton de Vaud | XIXe (Cité par Lecouteux) | Esprit du foyer   |
| Truffandec                      | Béarn                                                  | ?                         | Esprit du foyer   |

### Champagne, Ardenne, Wallonie
| Nom                                     | Lieu                                     | Époque d'attestation | Type            |
| --------------------------------------- | ---------------------------------------- | -------------------- | --------------- |
| Annequin                                | Ardennes                                 | ?                    | Feu follet      |
| Couzzietti                              | Ardennes                                 | XXe, Pierre Dubois   | Farceur         |
| Croqueur d'os                           | Ardennes                                 | XXe, Pierre Dubois   | Nécrophage      |
| Dûhon                                   | Malmédy                                  | ?                    | Lutin           |
| Felteu                                  | Champagne                                | XIXe, Sébillot       | ?               |
| Lûton                                   | Entre autres à Huy, Durbuy et Ellezelles | ?                    | ?               |
| Massotê                                 | Grand-Halleux                            | ?                    | ?               |
| Nuton                                   | Ardennes et Wallonie                     | Depuis le Moyen Âge  | Nain            |
| Pie-Pie-Van-Van                         | Ardennes                                 | XIXe, Sébillot       | Esprit des eaux |
| Sotê                                    | Pays de Liège                            | ?                    | ?               |
| Sotrê, Sotret, Sotré, Souttré, Soltrait | Champagne, Vosges                        | ?                    | ?               |

### Bretagne historique
La langue bretonne connaît un très grand nombre de mots pour désigner le petit peuple, et dans cette « région infestée de lutins », il est commun de les distinguer par leur habitat.
| Nom                                                          | Lieu                                          | Première source                | Habitat                   | Type                                      |
| ------------------------------------------------------------ | --------------------------------------------- | ------------------------------ | ------------------------- | ----------------------------------------- |
| Begul an Aod                                                 | Île d'Arz                                     | ?                              | Rivages                   | Appeleur/crieur                           |
| Boléguéan, bouléguéan                                        | Saint-Nolff                                   | XIXe, Jacques Collin de Plancy | Souterrain                |                                           |
| Boudig, boudic, boudiguet                                    | ?                                             | XIXe, Sébillot                 | Foyer humain              |                                           |
| Bouffon noz                                                  | ?                                             | ?                              | Foyer humain              |                                           |
| Bugel-noz / Bugul-noz                                        | Vannetais                                     | XIXe, Sébillot                 | L'extérieur               | Berger nocturne                           |
| Chorriquet, fomiquet                                         | ?                                             | XIXe                           | Foyer humain              | Esprit du foyer                           |
| Bon noz                                                      | ?                                             | ?                              | Foyer humain              |                                           |
| Danserienn noz                                               | ?                                             | ?                              | ?                         |                                           |
| Duz, Teuz, Teuz ar-pouliet                                   | ?                                             | ?                              | Prés                      |                                           |
| Fions                                                        | Haute-Bretagne                                | XIXe, Sébillot                 | Houles (grottes côtières) | serviteurs et soldats des fées des houles |
| Hoseguéannet                                                 | ?                                             | ?                              | Cercles de pierres        |                                           |
| Huitèlour-Nouz                                               | Carnac                                        | ?                              | ?                         | Appeleur/crieur                           |
| Iann an aod, Ian an Ôd                                       | Basse-Bretagne                                | XIXe, Revue celtique t. I      | Rivages                   | Appeleur/crieur                           |
| Iannic ann Ôd                                                | Cornouaille                                   | XVIIIe                         | Rivages                   | Appeleur/crieur                           |
| Jetins                                                       | Haute-Bretagne                                | XIXe                           | Rivages                   | Lutin                                     |
| Kérion, crion                                                | ?                                             | ?                              | ?                         |                                           |
| Koril, korrig, couril, corric, kriore, kéréore, kannerez noz | Plaudren                                      | ?                              | Landes                    |                                           |
| Korandon, cornandon, komaudon                                | ?                                             | ?                              | Landes                    |                                           |
| Korandou                                                     | Paimpol                                       | ?                              | Falaises                  |                                           |
| Kornikaned,                                                  | Brocéliande                                   | ?                              | Bois                      |                                           |
| Korrigan, kourican, gorrigued                                | Nom générique du lutin pour toute la Bretagne | XXe                            | Multiples                 | Multiples                                 |
| Lutun-noz (lutin de nuit)                                    | pays de Guiscriff                             | XXe                            | ?                         | ?                                         |
| Nozegan                                                      | Vannetais                                     | ?                              | ?                         | ?                                         |
| Pautre Penn-er-Lo                                            | Quiberon                                      | XIXe                           | Mer                       | Appeleur/crieur                           |
| Poulpiquet, poulpican,                                       | Coat Bihan                                    | XIXe                           | Bois                      |                                           |
| Siffleur de nuit                                             | Porhoët                                       | XXe                            | ?                         | Appeleur/crieur                           |
| Tan Noz                                                      | ?                                             | ?                              | Côtes                     |                                           |
| Tud-gommon                                                   | ?                                             | ?                              | Prés                      |                                           |

## Monde germanique
| Nom                     | Lieu                  | Époque d'attestation | Type            |
| ----------------------- | --------------------- | -------------------- | --------------- |
| Alf                     | Prusse-orientale      | XIXe                 | Elfe            |
| Angzrerweibl            | Salzbourg             | XXe                  | Nain femelle.   |
| Bergleute               | Allemagne             | ?                    | Nain mineur     |
| Donanadl                | Tyrol                 | XIXe                 | Esprit du foyer |
| Elliken                 | Marche                | XIXe                 | Nains           |
| Erdluitle               | Allemagne et Italie   | ?                    | Nain mineur     |
| Grumeau noir            | Marche de Brandebourg | XIXe                 | Esprit du foyer |
| Hollen                  | Westphalie            | XIXe                 | Esprit du foyer |
| Kobold                  | Allemagne             | XVIIe                | Multiples       |
| Lutchen                 | Lusace                | XIXe                 |                 |
| Meister Hämmerlinge     | Allemagne             | ?                    | Nain frappeur   |
| Nains de Greifswald     | Greifswald            | XIXe                 | Nain            |
| Nörglein                | Tyrol                 | XIXe                 |                 |
| Niskepuk                | Schleswig-Holstein    | XIXe                 | Esprit du foyer |
| Schimmeke               | Poméranie             | XIXe                 | Nain mineur     |
| Sgönaunken              | Westphalie            | XIXe                 | Nain maléfique  |
| Stille volk, Quiet volk | Hesse                 | XVIIIe               | Nain            |
| Uellerken               | Poméranie             | XIXe                 | Nain            |
| Venediger               | Salzbourg             | XIXe                 | Kobold          |
| Wichtlein               | Allemagne             | ?                    | Nain mineur     |

## Îles britanniques
| Nom                        | Lieu                                         | Époque d'attestation      | Type                |
| -------------------------- | -------------------------------------------- | ------------------------- | ------------------- |
| Arragouset                 | Guernesey                                    | XIXe, Sébillot            | Nain troglodyte     |
| Boggart                    | Grande-Bretagne                              | ?                         | Nain malveillant    |
| Bonnet-Rouge               | Grande-Bretagne                              | ?                         | Gobelin malveillant |
| Brownie                    | Grande-Bretagne et Irlande                   | XIXe                      | Esprit du foyer     |
| Buca, Bucca                | Ouest de l'Angleterre                        | ?                         | ?                   |
| Buggane                    | Île de Man                                   | ?                         |                     |
| Cluricaune                 | Irlande                                      | ?                         | ?                   |
| Duergar                    | Nord de l'Angleterre                         | ?                         | Nain mineur         |
| Fanfrelon                  | Angleterre                                   | ?                         | Nain                |
| Fir Darrig                 | Irlande                                      | 1691, Robert Kirk         | Esprit du foyer     |
| Hobgobelin                 | Angleterre                                   | ?                         | Esprit de la maison |
| Jack-o’-lanthorn           | Grande-Bretagne                              | ?                         |                     |
| Knocker, frappeur, Cogneur | Écosse, Cornouailles, Bohême, Pays de Galles | ?                         | Nain frappeur       |
| Leprechaun (leipreachán)   | Irlande                                      | ?                         |                     |
| Lurikeen                   | Irlande                                      | ?                         | ?                   |
| Portun                     | Angleterre                                   | XIIIe, Gervais de Tilbury | Lutin               |
| Pouque                     | Guernesey                                    | ?                         | Elfe                |
| Puck, Puca                 | Grande-Bretagne                              | ?                         | Elfe                |
| Robin Goodfellow           | Grande-Bretagne                              | ?                         | Elfe                |
| Trow                       | Îles Shetland                                | XIXe                      | Troll               |
| Will-o’-the-wisp           | Grande-Bretagne                              | ?                         | ?                   |

## Alsace
L'Alsace regroupe également un grand nombre de créatures du petit peuple, qu'elle partage parfois avec l'Allemagne. Les créatures listées dans ce tableaux regroupent surtout celles recueillies par Gérard Leser son ouvrage sur le petit peuple et les géants de l'Alsace.
| Nom                           | Lieu                      | Époque d'attestation      | Type                    |
| ----------------------------- | ------------------------- | ------------------------- | ----------------------- |
| Bääremanneler                 | Vallée de Munster         |                           | Lutin                   |
| Berggeist                     | Sainte-Marie-aux-Mines    |                           | Esprit des montagnes    |
| Bergmaennlein, Teufelein      |                           | XVIème, Sébastien Münster | Gnome, diables          |
| Chaperon                      | Climont                   |                           | Lutin fantôme           |
| Dambürle                      | Masevaux                  |                           | Lutin fantôme           |
| Dockelé                       | Florival                  |                           | Génie nocturne          |
| Doggala                       | Illzach                   |                           | Fantôme                 |
| Elfs                          | Florival                  |                           | Elfe, fée               |
| Erdenmännel, Heidenmännel     | Keskastel                 |                           | Nain                    |
| Erdmannala                    | Wolfshöle                 |                           | Gnome                   |
| Erdwibala                     | Wolfshöle                 | Xixème , Gérard Leser     | Multiple, gnome, génie  |
| Herdwibla                     | Moernach                  |                           | Gnome                   |
| Hofgutwilba                   | Hundspach                 |                           | Lutin fantôme           |
| Houéran                       | Vosges                    | XIXème, Claude Lecouteux  | Elfe                    |
| Kathel                        | Triembach-au-Val          | XVIème, Leser             | Roi des nains           |
| Kobold                        | Multiples                 |                           | Génie domestique        |
| Küterlé                       | Florival                  |                           | Lutin                   |
| Mannalafelsa                  | Oberlarg                  |                           | Gnome                   |
| Mikerle                       | Guebwiller                |                           | Lutin                   |
| Nawelmannala                  |                           | XIXème, Alexandre Boucart | Génie domestique        |
| Nebelmaennlein                | Herrlisheim               |                           | Lutin, Génie            |
| Queermaennel                  | Sermersheim et Huttenheim |                           |                         |
| Schrattala                    | Dambach-la-Ville          |                           | Lutin                   |
| Schràtzmannala                | Vallée de Munster         |                           | Génie domestique        |
| Sôtri (Kobolt), Sotré, houpin | Sainte-Marie-aux-Mines    |                           | Multiple, lutin, esprit |
| Toggala                       | Leymen                    |                           | Diablotin, vampire      |
| Tucherla                      | Illzach                   |                           | Esprit, lutin           |
| Wigigerla                     | Brunstatt                 | XIXème                    | Gnome                   |
| Wurzel                        | Val-de-Villé              |                           | Lutin                   |
| Zwarigeler                    | Mines du Silberwald       |                           | Gnomes                  |

## Autres pays
| Nom            | Lieu                              | Époque d'attestation | Type                |
| -------------- | --------------------------------- | -------------------- | ------------------- |
| Aërico         | Albanie                           | ?                    | ?                   |
| Aitvaras       | Lituanie                          | XIXe                 | Métamorphe          |
| Barstucci      | Lituanie                          | XVIe                 | Gnome               |
| Dama Dagenda   | Nouvelle-Guinée                   | ?                    | Crieur, appeleur    |
| Kabouter       | Belgique néerlandophone, Pays-Bas | ?                    | Gnome               |
| Kallikantzaros | Grèce                             | ?                    |                     |
| Koropokkuru    | Japon, Aïnous                     | ?                    |                     |
| Kvernknurr     | Norvège                           | ?                    | ?                   |
| Linchetto      | Italie                            | ?                    | ?                   |
| Monaciello     | Italie                            | ?                    | ?                   |
| Mogwai         | Chine                             | ?                    | ?                   |
| Nain rouge     | detroit, États-Unis               | ?                    | ?                   |
| Nisse          | Norvège et Danemark               | ?                    | Esprit du foyer     |
| Nisspuck       | Danemark                          | XIXe                 | Esprit du foyer     |
| Poliévik       | Pologne, Russie                   | ?                    | Esprit des moissons |
| Puckwoodgenie  | Amérindien                        | ?                    | ?                   |
| Tomte          | Finlande                          | ?                    | Esprit du foyer     |
| Tokoloshe      | Afrique du Sud                    | ?                    | Esprit maléfique    |